# Tomás Esteves
Pour les articles homonymes, voir Esteves.
Tomás Esteves, né le 3 avril 2002 à Arcos de Valdevez, est un footballeur portugais qui évolue au poste d'arrière droit au Pisa SC.

## Biographie

### En club

#### FC Porto
Formé au FC Porto, qu'il a rejoint à l'âge de 9 ans, Tomás Esteves a fait partie de l'équipe du FC Porto qui a remporté l'UEFA Youth League 2018-2019, battant Chelsea 3 à 1 en finale à Nyon, en Suisse. Ayant alors un contrat le liant au club portugais jusqu'en 2021, il suscite l'intérêt de club comme Manchester City, qui a formulé une offre de 10 millions d'euros pour obtenir sa signature, ou encore le FC Barcelone en août 2019, Esteves choisissant néanmoins de rester à Porto,,.
Avant la saison 2019-2020, Esteves reçoit le maillot numéro 2 de la première équipe, qui appartenait jusqu'alors à Maxi Pereira.
Esteves connait sa première convocation en équipe première équipe pour le premier match de la Taça da Liga contre le CD Santa Clara le 25 septembre 2019, restant toutefois sur le banc lors de la rencontre. Le 5 décembre suivant, il fait ses débuts dans la même compétition, jouant les 15 dernières minutes d'une victoire 3-0 contre la Casa Pia AC. Il débute en Primeira Liga le 16 juin 2020, jouant la première heure d'un match nul contre le CD Aves avant d'être remplacé par Moussa Marega. 

#### Pisa SC
Esteves est prêté au Pisa SC pour la saison 2022-2023. Son prêt comprend une option d'achat obligatoire de 5,5 millions d'euros en cas de montée du club toscan en Serie A.

### En sélection
Esteves représente le Portugal pour la première fois avec les moins 15 ans en avril 2017. Le 5 septembre 2019, il fait ses débuts dans l'équipe des moins de 21 ans, remplaçant Thierry Correia à la mi-temps lors d'une victoire 5-0 à domicile contre Gibraltar à Alverca lors d'un match de qualification pour l'Euro 2021 . À 17 ans, 5 mois et 3 jours, il devient ainsi le plus jeune joueur de l'équipe au XXIe siècle, dépassant son compatriote Rúben Neves de 25 jours. 

## Statistiques
| Saison                | Club                  | Championnat           | Championnat | Championnat | Championnat | Coupe nationale | Coupe nationale | Coupe nationale | Coupe de la Ligue | Coupe de la Ligue | Coupe de la Ligue | Supercoupe | Supercoupe | Supercoupe | Compétition(s) continentale(s) | Compétition(s) continentale(s) | Compétition(s) continentale(s) | Compétition(s) continentale(s) | Total | Total | Total |
| Saison                | Club                  | Division              | M.          | B.          | P.d.        | M.              | B.              | P.d.            | M.                | B.                | P.d.              | M.         | B.         | P.d.       | Comp.                          | M.                             | B.                             | P.d.                           | M.    | B.    | P.d.  |
| 2019-2020             | FC Porto B            | Segunda Liga          | 10          | 0           | 0           | -               | -               | -               | -                 | -                 | -                 | -          | -          | -          | -                              | -                              | -                              | -                              | 10    | 0     | 0     |
| Sous-total            | Sous-total            | Sous-total            | 10          | 0           | 0           | 0               | 0               | 0               | 0                 | 0                 | 0                 | 0          | 0          | 0          | -                              | 0                              | 0                              | 0                              | 10    | 0     | 0     |
| 2019-2020             | FC Porto              | Primeira Liga         | 2           | 0           | 0           | -               | -               | -               | 1                 | 0                 | 0                 | -          | -          | -          | -                              | -                              | -                              | -                              | 3     | 0     | 0     |
| Sous-total            | Sous-total            | Sous-total            | 2           | 0           | 0           | 0               | 0               | 0               | 1                 | 0                 | 0                 | 0          | 0          | 0          | -                              | 0                              | 0                              | 0                              | 3     | 0     | 0     |
| 2020-2021             | Reading FC (prêt)     | Championship          | 29          | 1           | 0           | 1               | 0               | 0               | -                 | -                 | -                 | -          | -          | -          | -                              | -                              | -                              | -                              | 30    | 1     | 0     |
| Sous-total            | Sous-total            | Sous-total            | 29          | 1           | 0           | 1               | 0               | 0               | 0                 | 0                 | 0                 | 0          | 0          | 0          | -                              | 0                              | 0                              | 0                              | 30    | 1     | 0     |
| 2021-2022             | FC Porto B            | Segunda Liga          | 17          | 0           | 2           | -               | -               | -               | -                 | -                 | -                 | -          | -          | -          | -                              | -                              | -                              | -                              | 17    | 0     | 2     |
| Sous-total            | Sous-total            | Sous-total            | 17          | 0           | 2           | 0               | 0               | 0               | 0                 | 0                 | 0                 | 0          | 0          | 0          | -                              | 0                              | 0                              | 0                              | 17    | 0     | 2     |
| 2022-2023             | Pisa SC (prêt)        | Serie B               | 23          | 0           | 1           | -               | -               | -               | -                 | -                 | -                 | -          | -          | -          | -                              | -                              | -                              | -                              | 23    | 0     | 1     |
| Sous-total            | Sous-total            | Sous-total            | 23          | 0           | 1           | 0               | 0               | 0               | 0                 | 0                 | 0                 | 0          | 0          | 0          | -                              | 0                              | 0                              | 0                              | 23    | 0     | 1     |
| Total sur la carrière | Total sur la carrière | Total sur la carrière | 81          | 1           | 3           | 1               | 0               | 0               | 1                 | 0                 | 0                 | 0          | 0          | 0          | -                              | 0                              | 0                              | 0                              | 83    | 1     | 3     |

## Palmarès
| FC Porto - Champion du Portugal en 2020. - Vainqueur de l'UEFA Youth League en 2019. |